# Università militare Kim Il-sung
L'Università militare Kim Il-sung (conosciuta anche come Accademia militare Kim Il-sung) è un'università nordcoreana situata a Mangyongdae-guyok. La scuola è stata fondata nel 1948 ed è intitolata a Kim Il-sung, fondatore della patria. L'accademia è un istituto di istruzione post-secondaria per ufficiali dell'Esercito popolare coreano ed è la più importante accademia militare in Corea del Nord.
L'attuale presidente non è noto.